# L'Épouse d'un homme important
Pour plus de détails, voir Fiche technique et Distribution.
L'Épouse d'un homme important (Zawgat ragol mohim) est un film égyptien réalisé par Mohamed Khan, sorti en 1987.

## Synopsis
Mona est marié à un respectable officier dans la police. Elle connaîtra sa vraie personnalité et l'abus de pouvoir dont il fait usage pendant les émeutes populaires contre le président Anwar al-Sadat.

## Autour du film
L'histoire du film se déroule pendant les émeutes fin 1979 en Égypte.

## Fiche technique
- Titre original : Zawgat ragol mohim
- Titre français : L'Épouse d'un homme important
- Réalisation : Mohamed Khan
- Pays d'origine : Égypte
- Durée : 115  min
- Date de sortie : 1987

## Distribution
- Ahmed Zaki : Hisham
- Mervat Amin : Mona